# Amar-Sîn
Amar-Sîn est le troisième roi de la Troisième dynastie d'Ur, qui a régné de 2046 à 2038 av. J.-C. selon la chronologie moyenne et de 1981 à 1973 selon la chronologie basse.

## Biographie
Il succède au long règne de son père Shulgi, qui a considérablement étendu et réorganisé l'empire. La montée sur le trône d'Amar-Sîn se fait peut-être à la suite de troubles au sein de la famille royale, mais cela est loin d'être certain. Il hérite d'un royaume puissant, et ses huit années de règne sont marquées par la préservation de ces acquis.
Amar-Sîn mène des campagnes dans les régions où son père avait déjà combattu : dans le nord de la Mésopotamie contre Urbilum (Erbil) et contre des principautés d'Élam. Il maintient donc l'influence d'Ur intacte dans ses marges nord et est : les relations diplomatiques avec les rois du Plateau iranien (notamment Simashki et Marhashi) et continue de percevoir régulièrement le tribut (GUN.MADA) des provinces périphériques.
Dans le cœur du royaume, il entreprend la construction et la restauration de plusieurs édifices, notamment à Ur (Giparu, Mausolée) et à Nippur. Ses noms d'années mentionnent des offrandes au temple du grand dieu Enlil à Nippur, et l'installation de plusieurs princesses comme grandes-prêtresses de certains des principaux lieux de culte de Sumer (Ur, Uruk et Eridu). Il réside sans doute la plupart du temps à Puzrish-Dagan, la capitale construite par son père, où il reçoit les messagers des royaumes étrangers et où ont été exhumées de nombreuses archives administratives de son règne, documentant notamment le système de taxation des régions centrales de l'empire (BALA).
À sa mort, son frère ou fils Shu-Sîn lui succède.